# Глебов, Данил Александрович
Дани́л Алекса́ндрович Гле́бов (род. 3 ноября 1999, Томск) — российский футболист, полузащитник московского «Динамо» и сборной России.

## Карьера
Воспитанник клубов «Томь» и «Локомотив» (Москва). На профессиональном уровне дебютировал в составе клуба «Анжи-2», за который в сезоне 2017/18 отыграл 4 матча в первенстве ПФЛ. 20 мая 2018 года дебютировал за основной состав «Анжи», выйдя на замену в ответном стыковом матче против «Енисея». 1 сентября того же года дебютировал в Премьер-лиге, заменив на 90-й минуте Роланда Гиголаева в матче с «Крыльями Советов».
С января 2019 года — игрок футбольного клуба «Ростов».
В составе «Ростова» дебютировал 3 марта в матче против «Енисея», выйдя на замену на 81-й минуте.
Всего в составе ростовской команды (на момент 4 августа 2021 года) провел 62 матча — 4255 минут. Забил 1 гол. Ранее Данил пообещал: забьет гол — красит бороду в цвета клуба (желто-синий). Обещание сдержал.
6 марта 2021 года в матче чемпионата России «Ростов» — «Сочи» впервые в официальном матче вышел на поле в статусе капитана команды.
20 февраля 2025 года стал игроком московского «Динамо», подписав контракт до зимы 2030 года.

## Карьера в сборной
В составе молодежной сборной России (до 21-го) дебютировал в марте 2019 года. Провел 14 игр, забил 2 гола. Помог сборной отобраться на чемпионат Европы U-21, в финальной части турнира выходил на поле в стартовом составе во всех трёх матчах.
17 ноября 2022 года вышел на поле на товарищеский матч главной сборной России с Таджикистаном с капитанской повязкой.

## Достижения

#### Личные
- Лучший футболист месяца чемпионата России по футболу: ноябрь 2022[5]
- В списке 33 лучших футболистов чемпионата России (4): № 3 — 4 раза: 2021/2022, 2022/2023, 2023/2024, 2024/2025